# إسفنج مينغر

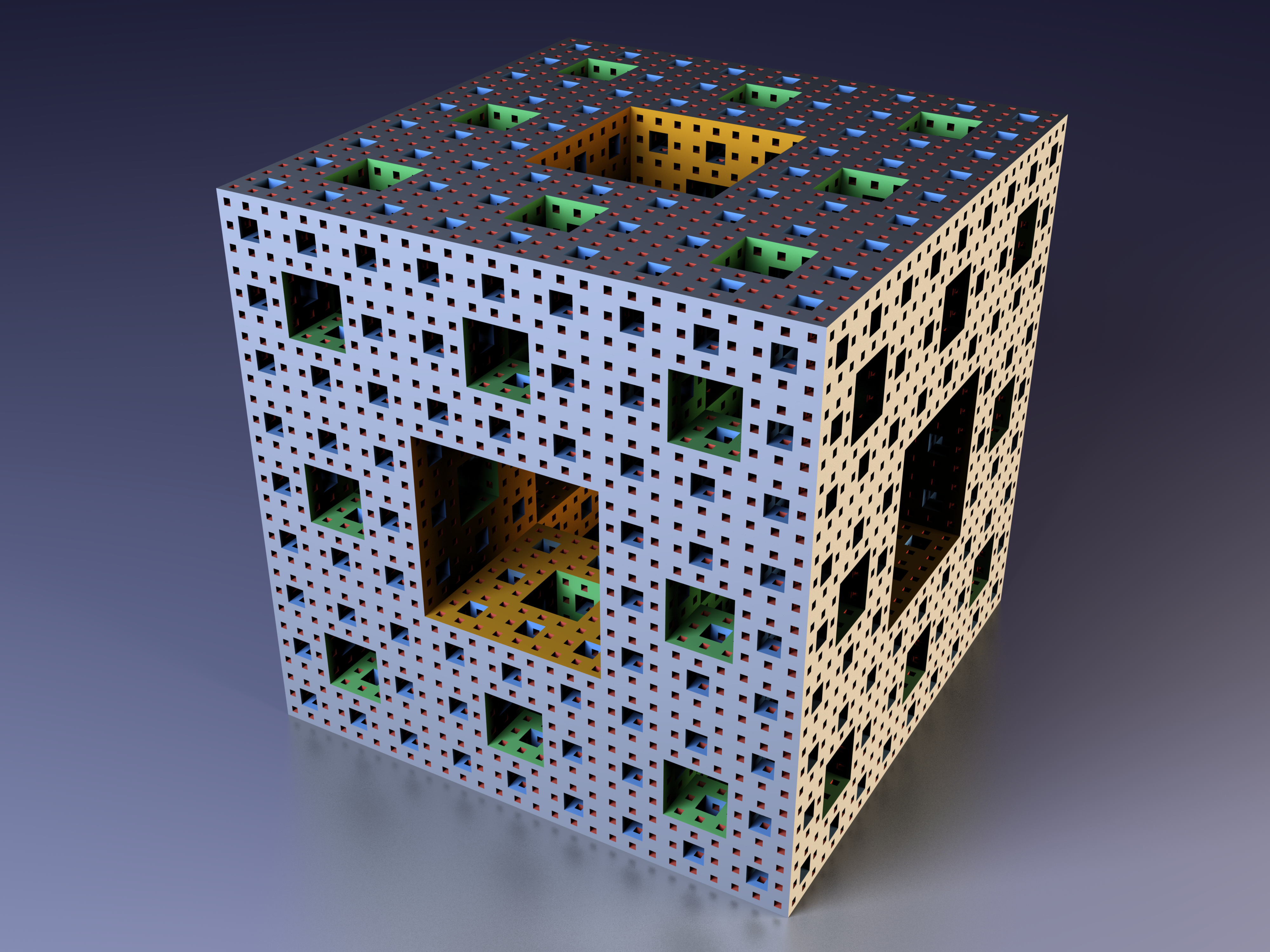
بيان ل M_{4}. التكرار الرابع لعملية الإنشاء.

في الرياضيات، إسفنج مينغر هو منحنى كسيري.

## التسمية
سُمي هذا الإسفنج هكذا نسبة إلى كارل مينغر الذي كان أول من وصفه عام 1926، خلال دراسته لمفهوم البُعد الطوبولوجي.

## الإنشاء

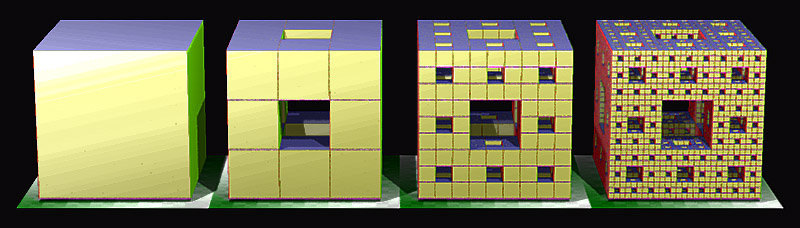
رسم توضيحي للبناء التكراري لإسفنج مينغر حتى M3 ، التكرار الثالث.

## التعريف الرسمي
بشكل رسمي، يمكن لإسفنج مينغر أن يُعرف كما يلي
{\displaystyle M:=\bigcap _{n\in \mathbb {N} }M_{n}}
حيث M0 هو المكعب الوحدة و
{\displaystyle M_{n+1}:=\left\{{\begin{matrix}(x,y,z)\in \mathbb {R} ^{3}:&{\begin{matrix}\exists i,j,k\in \{0,1,2\}:(3x-i,3y-j,3z-k)\in M_{n}\\{\mbox{and at most one of }}i,j,k{\mbox{ is equal to 1}}\end{matrix}}\end{matrix}}\right\}.}